# برعوم شائك
بُرعُوم شائك (الاسم العلمي: Acanthocalycium)، جنس من الصبار يتألف من عدة أنواع من الأرجنتين. الاسم العلمي مشتق من اليونانية akantha (بمعنى شائك) و kalyx (بمعنى برعم)، والتي تشير إلى الأشواك التي على أنابيب الأزهار.
هذه النباتات مستطيلة أو كروية الشكل، مع وجود العديد من الأضلاع على السيقان الشوكية. يتراوح لون الأزهار من الأبيض إلى الوردي إلى الأحمر وهي نهارية التفتح.

## الأنواع
| الصورة | الاسم العلمي                                               | التوزيع    |
| ------ | ---------------------------------------------------------- | ---------- |
|        | Acanthocalycium ferrarii Rausch                            | الأرجنتين. |
|        | Acanthocalycium glaucum F.Ritter                           | الأرجنتين  |
|        | Acanthocalycium klimpelianum (Weidlich & Werderm.) Backeb. | الأرجنتين  |
|        | Acanthocalycium spiniflorum (K.Schum.) Backeb.             | الأرجنتين  |
|        | Acanthocalycium thionanthum (Speg.) Backeb.                | الأرجنتين  |